# El ataque de los muertos sin ojos
El ataque de los muertos sin ojos es una película española de 1973 de terror, aventura y acción escrita y dirigida por Amando de Ossorio. Con música de Antón Garcia Abril los papeles principales están interpretados por Tony Kendall, Fernando Sancho y Esperanza Roy.
Es la segunda película de una tetralogía denominada «Templarios Ciegos» en la que también figuran las películas La noche del terror ciego (1972), El buque maldito (1974), y La noche de las gaviotas (1975).

## Argumento
La película comienza con un flashback al Bouzano del siglo XIII, Portugal. Una multitud de campesinos ha capturado a los caballeros Templarios y se están preparando para quemarlos por brujería y asesinato. Uno de los caballeros capturados jura venganza contra el pueblo. Los aldeanos (en una pausa respecto a la primera película) queman los ojos de los caballeros con antorchas antes de quemarlos vivos.
La película avanza rápidamente al presente, donde el pueblo se prepara para un festival que celebra el 500 aniversario de la derrota de los Templarios. El idiota del pueblo, Murdo, observa los preparativos hasta que es atacado y apedreado por un grupo de niños. Los niños son ahuyentados por Moncha y Juan, dos lugareños que mantienen una relación sentimental.
De vuelta en la plaza del pueblo, el técnico de fuegos artificiales y excapitán militar, Jack Marlowe, se reúne con el alcalde, Duncan, su asistente, Dacosta, y su prometida/secretaria, Vivian. Se revela que Jack y Vivian tienen historia personal, estableciendo una tensión entre los cuatro personajes. Jack y Vivian dan un paseo, donde ella revela que contrató intencionadamente a Jack para reavivar su romance. Su paseo los lleva al cementerio de la abadía donde están enterrados los templarios. Su interludio romántico es interrumpido por Murdo, que procede a advertirles del regreso inminente de los Templarios. Después de que Jack y Vivian se marchen, Murdo asesina a una joven ciudadana que ha secuestrado como un sacrificio de sangre.
Cuando el festival está en pleno apogeo, los Templarios, despertados por el sacrificio de Murdo, se levantan. En el festival, Jack convence a Vivian de irse con él. Sus interacciones despiertan la ira de Duncan y Dacosta, quienes están vigilando de cerca a la pareja.
En el cementerio, los templarios cabalgan pasando sobre Murdo (pero lo dejan vivo) y se dirigen hacia el pueblo. En su camino, se encuentran con la casa de Moncha donde ella está en medio de una cita sexual con Juan. Juan es asesinado pero Moncha se escapa en un caballo templario no-muerto. Se detiene en busca de ayuda en la estación de tren, donde persuade al señor Prades, el jefe de estación, del peligro revelando su caballo zombi. Ella huye, mientras el Sr. Prades trata de llamar al alcalde.
Mientras el teléfono suena en su oficina, el alcalde envía a Dacosta y sus secuaces a atacar a Jack. La paliza es finalmente interrumpida cuando la llamada del director de la estación es notada. El alcalde se muestra escéptico y cree que el director está borracho, aunque envía a Dacosta a la estación para hacerse cargo. Los Templarios llegan a la estación de tren y matan al Sr. Prades.
Mientras tanto, Jack y Vivian se van en el coche de Jack. Se encuentran con la traumatizada Moncha en medio del camino y la traen de regreso al pueblo. Dacosta y otro de los matones de Duncan, Beirao, encuentran a los caballeros mientras se acercan a la estación de tren. Se apresuran de regreso a la aldea y advierten al alcalde de la horda que se acerca.
El alcalde llama al gobernador para pedir ayuda, pero sus súplicas caen en oídos sordos cuando el gobernador asume que Duncan está borracho y lo reprende. El gobernador es la tercera persona (después del gerente de la estación, y luego el alcalde) en ignorar las advertencias sobre los templarios que vienen, asumiendo que el mensajero está borracho.
Los caballeros descienden sobre el pueblo y el festival se convierte en una masacre. Jack organiza a Decastro y algunos de los aldeanos en una fuerza de defensa, mientras Duncan se apresura en recoger sus objetos de valor y luego observa desde el balcón. Finalmente Jack y Decastro despejan un escape para la mayoría de los aldeanos. Jack, Vivian, Decastro, Monica y Duncan se quedan atrás. Tratan de escapar en el coche de Jack, pero son abrumados por los zombis y escapan a la iglesia, donde dos de los subordinados de Duncan, Beirao y Amalia, están escondidos con su hija. Una vez dentro de la iglesia, el grupo encuentra a Murdo escondido.
Los supervivientes comienzan a fortificar la iglesia contra el asedio de los no-muertos, pero en poco tiempo, la unidad empieza a erosionarse. Después de fracasar una vez más en convencer al gobernador de su difícil situación, Duncan persuade a Beirao de intentar llegar al coche. Es asesinado en el intento. Mientras tanto, Murdo persuade a Moncha para que lo acompañe a los túneles bajo la iglesia para escapar. Después del fallido intento de Beirao, Duncan intenta escapar utilizando a la joven hija de Beirao y Amalia como cebo. Es asesinado y la niña queda en grave peligro entre los Templarios. Jack y Amalia logran salvarla, con Amalia sacrificando su propia vida en el proceso.
Abajo en los túneles, Murdo es decapitado por los caballeros mientras sube a la superficie y Moncha es arrastrada por la cabeza a través de la abertura y muerta.
De vuelta en la iglesia, Dacosta encuentra a Vivian sola. Resignado a un sombrío destino, intenta violarla antes de que los Templarios lo maten. Jack rescata a Vivian, y Dacosta es empalado en una lanza en la pelea subsiguiente.
A medida que la noche avanza, Jack y Vivian deciden arriesgarse a escapar. Convencen a la hija de Amalia de que los zombis y la muerte de su madre fueron parte de una pesadilla y luego le vendan los ojos mientras intentan deslizarse silenciosamente por la plaza llena de caballeros ciegos. Mientras pasan entre los monstruos, la niña mira por debajo de su venda y grita al ver a los zombis que los rodean. Sin embargo, los templarios no hacen ningún movimiento, y luego se desploman al suelo con la luz del amanecer irrumpiendo. Jack, Vivian y la niña se alejan de la aldea mientras aparecen los créditos finales.

## Reparto
- Tony Kendall  - Jack Marlowe
- Fernando Sancho  - Prefecto Duncan
- Esperanza Roy - Vivian
- Frank Braña - Dacosta
- José Canalejas - Murdo
- Loreta Tovar - Monica
- Ramón Lillo - Bert
- Lone Fleming - Amalia
- Maria Nuria - Nancy
- José Thelman - Juan
- Juan Cazalilla - Gobernador
- Betsabé Ruiz - Empleada del gobernador
- Marisol Delgado - Doncella
- Luis Barboo - Templario ejecutado
- Francisco Sanz - Gerente de la estación (como Paco Sanz)

## Producción
Como en las otras tres películas de la serie, Amando de Ossorio escribió y dirigió el film mientras que la banda sonora fue creada por Anton Garcia Abril.
Ossorio describió la financiación y producción de esta película como “muy difícil... Muy complicada”.

## Recepción
Si bien en taquilla la película tuvo menos repercusión que su predecesora en la saga El ataque de los muertos sin ojos, la película fue un éxito comercial que le permitió a Ossorio firmar para una tercera entrega. Acreditó en España una recaudación de 82.597€ y la venta de 409.070 entradas. En los portales de información cinematográfica tiene una calificación mixta.

"Se ambienta en un pueblo aislado (con tonto incluido) y hay sexo light, algo de gore, toques de humor e incluso una verbena la mar de animada hasta que llegan los muertos vivientes."
Antonio Méndez (Alohacriticon.com) 

En FilmAffinity con 813 votos obtiene una puntuación de 4,7 sobre 10. En IMDb con 2.257 tiene una puntuación de 6 sobre 10.

"La película tiene sus oscilaciones ya que tiene demasiadas imágenes de los templarios montando sus caballos zombies a cámara lenta. De Ossorio parece ser uno de esos directores de terror que intenta crear atmósfera y suspense tomando una escena de miedo y alargándola. Sin embargo las partes buenas de la película son agradables y la historia, a pesar de ser larga, es interesante. El hecho de que los templarios sean ciegos le da a la historia un giro interesante y les da a los humanos una ventaja adicional en su intento de sobrevivir.(...) En general, la película me pareció interesante, pero no esperes acción continuada."
Brian Robinson (Zombierama) 

En Rotten Tomatoes obtiene una calificación de "fresco" para el 25% de las 8 críticas profesionales y para el 50% de los 1.205 votos realizados por los usuarios del portal.

"El éxito del primer film, sobre todo en el mercado internacional, animó enseguida a Ossorio a realizar una secuela, en la que exprimiría al máximo los elementos más interesantes de aquella. Estamos ante uno de esos escasos casos en los que una continuación es superior al film original. Entendiendo aquí como secuela no una continuación directa de los hechos narrados en el primer film, sino una historia completamente diferente, partiendo de la leyenda de los caballeros templarios resucitados."
Alberto Abuín (espinof.com) 